# Cyrtophora cephalotes
Cyrtophora cephalotes là một loài nhện trong họ Araneidae.
Loài này thuộc chi Cyrtophora. Cyrtophora cephalotes được Eugène Simon miêu tả năm 1877.